# Timothy Dalton
Timothy Peter Dalton (Colwyn Bay, Denbighshire, Gales, 21 de marzo de 1946) es un actor británico, del repertorio shakespeariano, mundialmente conocido por interpretar a James Bond en dos películas: The Living Daylights (conocida como 007, Alta tensión, 1987), y Licencia para matar (1989). La cinta con mayor éxito comercial en la que ha trabajado ha sido The Tourist, con una recaudación mundial de 278 millones de dólares.

## Carrera

### Primeros años
En 1967 debutó en series de televisión, ámbito donde desarrolló la mayor parte de su carrera durante casi veinte años, hasta su elección como actor protagonista para la saga de James Bond. Participó en series como Centennial (1978) y Los ángeles de Charlie (1979), aunque también intervino en películas de renombre como El león en invierno (1968; protagonizada por Peter O'Toole y Katharine Hepburn), Cromwell (1970; con Richard Harris y Alec Guinness) y la colorista adaptación al cine de Flash Gordon (1980; con Sam J. Jones, Ornella Muti y Max von Sydow).

### James Bond
A Timothy Dalton se le ofreció el papel de Bond ya en 1968 para protagonizar On Her Majesty's Secret Service, pero rechazó la oportunidad pues consideraba ser muy joven para interpretar al personaje. Dicho rol finalmente recayó en George Lazenby. En los inicios de los años 80 se le ofreció por segunda vez el papel para protagonizar Octopussy, pero de nuevo lo rechazó. Finalmente decidió aceptarlo en 1986.
La elección de Timothy Dalton como nuevo James Bond pretendió actualizar esta longeva franquicia del cine. De expresión más estoica, el cuarto actor que encarnaba a 007 fue la apuesta por la calidad interpretativa, con la intención de dar vida a un James Bond más realista y creíble; este nuevo Bond era más agresivo, frío y violento. Los aficionados a las novelas de Fleming consideran al Bond de Timothy Dalton como el más cercano al imaginado por el autor en sus relatos. En palabras de Christopher Mills: «Desde que vi por primera vez The Living Daylights, en el verano de 1987, no puedo leer una novela de James Bond sin imaginarme a Dalton como 007 y oír su voz en mi mente. Para mí, es el que más se aproxima a la concepción de Ian Fleming del personaje: un bebedor, duro y profesional que no tiene alegría por matar, sin embargo siente cierta satisfacción en hacer bien su trabajo». (enlace roto disponible en Internet Archive; véase el historial, la primera versión y la última).
Se pretendía modernizar y rejuvenecer el personaje. Se cambió por primera vez la sintonía de la saga para que fuese acorde con los nuevos tiempos, y se reformaron las tramas de acuerdo con la época. A finales de los 80 James Bond se mueve en un mundo donde la Unión Soviética agoniza, y el tráfico de armas y drogas representan mayor peligro que la moribunda Guerra Fría. Así, los villanos de The Living Daylights son un traficante de armas y un general ruso corrupto, y en Licencia para matar el villano es un capo de la droga.
En 1986, Roger Moore renunció al papel de James Bond, lo que llevó a los productores de Eon Productions a embarcarse en la búsqueda de un nuevo James Bond. En un principio se tenía esperado que el nuevo Bond fuese Sam Neill, siendo el favorito de la mayoría de la producción con excepción de Albert R. Broccoli. Broccoli le ofreció a Dalton interpretar el papel pero lo rechazó debido a que estaba ocupado en el rodaje de la película Brenda Starr. Desesperados por no encontrar al actor ideal para Bond, al final dieron con Pierce Brosnan, quien logró impresionar a Broccoli y consiguió su aprobación para convertirse en el nuevo Bond, sin embargo, problemas contractuales con la serie Remington Steele le mantuvieron alejado del papel.
El calendario de rodaje de la película se había retrasado, ya que Albert R. Broccoli decidió esperar a Dalton seis semanas para tomar el papel de James Bond tras finalizar el rodaje de la película Brenda Starr. Dalton aceptó el contrato por tres películas en un periodo de cinco años prorrogable a una cuarta, siendo la única condición que puso a los productores que interpretaría a un 007 más recio y fiel al estilo de Ian Fleming.
Su primera película como 007, The Living Daylights, fue un gran éxito de taquilla, superando en recaudación a los dos filmes previos de Roger Moore a la vez que a varias películas contemporáneas de su época. Su segunda película, Licencia para matar, aunque fue buena su recaudación a nivel internacional, obtuvo una acogida moderada en la taquilla estadounidense, en parte por su mala campaña de mercadotecnia en donde abruptamente el nombre de la película se cambió de License Revoked (Licencia revocada) a License To Kill y por la dura competencia del verano de 1989 con películas como Indiana Jones y la Última Cruzada, Lethal Weapon 2, Batman, Cazafantasmas 2, o Star Trek V: la última frontera, si bien posteriormente funcionó muy bien en el mercado doméstico de alquiler en formato VHS. Estudios posteriores llegaron a la conclusión de que la película habría sido un éxito si se hubiese diferido su fecha de estreno. Después de esto ninguna película de la saga Bond se estrenó en verano, siendo el invierno la fecha habitual de estreno.
Dalton poseía un contrato para realizar tres películas con posibilidad de prorrogarlo a una cuarta, el cual expiraba en 1993. La preproducción de su tercera película se inició en 1990 para salir en 1991, los rumores indicaban que ésta estaría basada en The Property Of A Lady. La película fue cancelada debido a las batallas legales entre las productoras United Artists/MGM y Eon Productions.
En 1993 las batallas legales entre las productoras acabaron y se esperaba que Dalton regresara nuevamente como James Bond en la siguiente película de la saga, que posteriormente sería GoldenEye, aunque su contrato ya había expirado y los productores estaban en conversaciones con Dalton para renovarlo. Sin embargo, Dalton sorprendió a todos en 1994 cuando anunció que ya no regresaría como James Bond pues no se sentía motivado para retomar el personaje tras un paréntesis de cinco años. En una entrevista, el actor declaró: «Se suponía que yo haría una película más, pero ésta fue cancelada debido a que MGM y los productores de los films entraron en una batalla legal. Después de eso ya no me sentí motivado para hacer otro film más». Tras la negativa de Dalton, los productores tantearon para el papel de James Bond a Mel Gibson pero no se llegó a concretar. Dos meses más tarde se anunció que Pierce Brosnan sería el nuevo James Bond.
Comparada con Moore, la interpretación de Dalton como 007 era más oscura y realista, y la más fiel a la del personaje en las novelas de Ian Fleming. También se caracterizó como un agente recalcitrante que no aceptaba con gusto las órdenes de sus superiores. Un ejemplo de esto está en The Living Daylights, cuando Bond le dice a un compañero: «¡No me importan mis órdenes! Dile a M lo que quieras, si me despide te lo agradeceré mucho«, o en Licence To Kill, donde renuncia al servicio secreto para proseguir su venganza personal contra Franz Sánchez.
Su interpretación fue considerada como un arma de doble filo, pues los fanes de Fleming y de las novelas le dieron una bienvenida muy cálida tras la interpretación ligera de Roger Moore, mientras que la reacción de los fanes de las películas y aquellos que no estaban familiarizados con las novelas de Fleming fue muy variada.

### Era post-James Bond
Después de su periodo como James Bond, Dalton dividió su trabajo entre el teatro, el cine y la televisión. Esto ayudó en cierta medida a eliminar el encasillamiento como 007 que le siguió durante unos cuantos años. Él interpretó al villano Neville Sinclair del filme The Rocketeer y a Rhett Butler en Scarlett, la miniserie de televisión, secuela de la película Lo que el viento se llevó. También apareció como un informante criminal llamado Eddie Myers en la aclamada miniserie británica Framed.
Durante la segunda mitad de los años 90 protagonizó varias películas para televisión por cable, entre éstas se encuentran The Informant y el thriller de acción, Made Men. También interpretó a Julio César en la película para televisión de 1999, Cleopatra; el actor se definió como admirador y fanático de este personaje histórico.
En 2003 interpretó a una personaje-parodia de James Bond llamado Damien Drake en la película Looney Tunes: Back in Action. Al final de ese año y a inicios de 2004 volvió al teatro interpretando al personaje Lord Asriel en la versión teatral de His Dark Materials. En 2007, Dalton interpretó al personaje Simon Skinner en la aclamada película Hot Fuzz, su más prominente aparición en el cine popular en varios años.
En 2009 Dalton regresó nuevamente a la televisión británica como actor invitado en el especial de dos partes The End of Time de la serie Doctor Who, interpretando el papel de Narrador/Rassilon, Lord Presidente de los Señores del Tiempo.
Hace su espectacular aparición en tres episodios de la quinta temporada de la consagrada serie británica The Crown, como el capitán Peter Townsend, ya viejo y enfermo, encontrándose con su amor verdadero Margarita, en una reunión, bailando juntos, confesando aun su amor, aunque Margarita le dice que aquellos tiempos entrañables pasaron. 
Dalton, que continúa soltero, vive en Los Ángeles y tiene un único hijo (Alexander, nacido en 1997) con su anterior pareja, Oksana Grigorieva.

## Filmografía

### Filmografía comoJames Bond
| Película            | Año  |
| ------------------- | ---- |
| 007: Alta Tensión   | 1987 |
| Licencia para matar | 1989 |

| Predecesor: Roger Moore 1973 - 1985 | James Bond 1986 – 1993 | Sucesor: Pierce Brosnan 1995 – 2002 |

### Cine y televisión
- Sat'day While Sunday (serie de TV) (1967) - Peter
- El león en invierno (1968) - Rey Philip de Francia
- The Three Princes (TV) (1968)
- Judge Dee: A Place of Great Evil (TV) (1969)
- Giochi particolari (1970) - Mark
- Cumbres Borrascosas (1970)
- Wuthering Heights (1970) - Heathcliff, famosa adaptación de: Cumbres Borrascosas
- Cromwell (1970) - Príncipe Rupert
- Play of the Month: Five Finger Exercise (TV) (1970)
- Mary, Queen of Scots (1971) - Lord Henry Darnley
- Play of the Month: Candida (TV) (1971)
- Permission to Kill (alias The Executioner) (1975) - Charles Lord
- Sextette (1978) - Sir Michael Barrington
- El hombre que supo amar (1978) - Juan de Dios
- Centennial (miniserie de TV) (1978) - Oliver Seccombe
- Agatha (1979) - Cor. Archibald Christie
- The Flame Is Love (TV) (1979) - Marquis de Guaita
- Charlie's Angels: Fallen Angel (TV) (1979) - Damien Roth
- Flash Gordon (1980) - Príncipe Barin
- Chanel Solitaire (1981) - Boy Capel
- Antonio y Cleopatra (TV) (1983) - Marc Antony
- Jane Eyre (miniserie de TV) (1983) - Edward Fairfax Rochester
- Mistral's Daughter (miniserie de TV) (1984) - Perry Kilkullen
- The Master of Ballantrae (TV) (1984) - Cor. Francis Burke
- Florence Nightingale (TV) (1985) - Richard Milnes
- The Doctor and the Devils (1985) - Doctor Thomas Rock
- Faerie Tale Theatre: The Emperor's New Clothes (TV) (1985) (voz)
- Sins (miniserie de TV) (1986) - Edmund Junot
- Brenda Starr (1986) - Basil St. John
- The Living Daylights (1987) - James Bond
- Hawks (1988) - Bancroft
- Licencia para matar (1989) - James Bond
- La puta del rey (La Putain du roi también conocida como The King's Whore) (1990) - El Rey Víctor Amadeo II de Saboya.
- The Rocketeer (1991) - Neville Sinclair
- Tales from the Crypt: Werewolf Concerto (TV) (1992) - Lokai
- Framed (TV) (1992) - Eddie Myers
- Naked in New York (1993) - Elliot Price
- Last Action Hero - cameo (1993)
- Lie Down with Lions (TV) (1994) - Jack Carver
- Scarlett (miniserie de TV) (1994) - Rhett Butler
- Salt Water Moose (1996) - Lester Parnell
- The Beautician and the Beast (1997) - Boris Pochenko
- The Informant (1997) - DCI Rennie
- Stories from My Childhood (TV) (1998) (voz) - Prince Guidon
- Cleopatra (TV) (1999) - Julio César
- Made Men (1999) - Sheriff Dex Drier
- The Reef (1999) - Charles Darrow
- Time Share (2000) - Matt Farragher
- Possessed (TV) (2000) - Fr. Willam Bowden
- American Outlaws (2001) - Allan Pinkerton
- Looney Tunes: Back in Action (2003) - Damien Drake
- Dunkirk (TV) (2004) - Narrador
- Hercules (TV) (2005) - Amphitryon
- Marple: The Sittaford Mystery (TV) (2006) - Clive Trevelyan
- Hot Fuzz (2007) - Simon Skinner
- Unknown Sender (2008)
- The End of Time (Doctor Who) - Rassilon (TV) (2010)
- Toy Story 3 (Mr. Pricklepants) - voz (movie) (2010)
- The Tourist (2010) - Inspector Jefe Jones
- Campanilla: El secreto de las hadas (2012) - Lord Milori (voz)
- Doctor Who (Especial de Navidad "The End of Time") (2010)
- Chuck (4.ª temporada) (2010-2011) - Alexei Volkoff
- Penny Dreadful (2014)
- Doom Patrol (2019) - Niles Caulder
- The Crown (2022) - Peter Townsend

### En español
- Ficha de Timothy Dalton en 007Spain
- Ficha de Timothy Dalton en Archivo007

### En inglés
- Timothy Dalton en Internet Movie Database (en inglés).
- Timothy Dalton's Authorised Website
- Biography on BBC site
- Poetic Licence: An interview with Timothy Dalton in 007 Magazine